# Tháp Total
Tháp Total (tiếng Pháp: Tour Total) là một tòa nhà chọc trời của khu La Défense, Paris, Pháp. Từ năm 1985 đến năm 1999 tòa nhà này có tên Tháp Elf, từ năm 1999 đến năm 2003 là Tháp TotalFinaElf và từ năm 2003 đến nay là Tháp Total. Đây là nơi đặt trụ sở của tập đoàn dầu khí số 1 nước Pháp Total SA.

## Kiến trúc
Được xây dựng từ năm 1982 đến năm 1985, tháp Total có chiều cao tổng cộng 190 m và là tòa nhà cao thứ 2 ở Paris, sau tháp Montparnasse. Đây là một trong các tòa nhà cao tầng thế hệ thứ 3 được xây dựng ở khu La Défense (sau thế hệ thứ hai của tháp Areva, tháp Gan và tháp AXA). Thiết kế công trình là công ty WZMH Architects và kiến trúc sư Roger Saubot. Tháp Total thực chất là 5 phần nhà chồng lên nhau, trong đó phần cao nhất có 48 tầng, hai phần tiếp theo có lần lượt 44 và 37 tầng nhà.